# Maria (bysantinsk kejsarinna)
Maria, född okänt år, död efter år 718, var en bysantinsk kejsarinna, gift med kejsar Leo III.

## Biografi
Det är okänt när Maria gifte sig med Leo, men deras äldsta barn Anna förlovades år 715, så det var i alla händelser långt före Leos tronbestigning år 717. 
Maria fick titeln kejsarinna 25 december 718, vilket följdes av hennes son tronföljarens dop. Ceremonin är utförligt beskriven. Hon kröntes i Augustushallen i Stora Palatset, varpå hon fortsatte i procession till Hagia Sofia, där hon höll andakt utan kejsaren och därefter närvarade vid sin sons dop. Hennes son gjordes till sin fars medkejsare två år senare. 
Det är okänt om hon fortfarande var vid liv vid sin makes död 741.

## Barn
- Anna, gift med Artabasdus
- Konstantin V
- Irene
- Kosmo